# جامع آرادان
جامع آرادان (بالفارسية: مسجد جامع آرادان) هو مسجد تاريخي يعود إلى عصر القاجاريين، ويقع في آرادان.